# Надслучанський регіональний ландшафтний парк
Регіона́льний ландша́фтний парк «Надслуча́нський» — природоохоронна територія в Рівненському районі Рівненської області. Розташований у долині річки Случ. 
Землі парку займають площу 17000 га. Створений у 2000 році. 

## Охорона природи
Заповідна зона парку поєднує в собі 14 природоохоронних об'єктів (6 заказників, 7 пам'яток природи та 1 заповідне урочище). 
На території Надслучанського парку переважають типові для Полісся соснові і дубово-соснові ліси. Тут зростає 77 рідкісних видів рослин, 19 видів занесено до Червоної книги України, серед яких: молодильник озерний, береза низька, декілька видів верб та інші. 
У Надслучанському РЛП виявлено 124 види мохоподібних: 17 — печіночників і 107 видів мохів (Вірченко, 2014). Особливий науковий інтерес тут викликають петрофіти, що ростуть на відслоненнях Українського кристалічного щита і становлять специфіку бріофлори Житомирського Полісся. Це цинклідот фонтиналісовий, бартрамії прямолиста і яблукоподібна, тамнобрій лисохвостий, види родів грімія, схістидій та інші. Один з них, дикран зелений, занесений до Червоної книги мохоподібних Європи. 
Багато тут і червонокнижних тварин: п'явка медична, дозорець-імператор, махаон, джміль моховий, жаба очеретяна, мідянка, лелека чорний, гоголь, скопа, глухар, журавель сірий. Трапляються регіонально-рідкісні види тварин: гагара, баклан великий, чапля велика біла, чапля руда, лебідь-шипун. 
На території парку розташований ландшафтний заказник місцевого значення — «Соколині Гори». 

### Території природно-заповідного фонду у складі РЛП «Надслучанський»
Нерідко, оголошенню національного парку або заповідника передує створення одного або кількох об'єктів природно-заповідного фонду місцевого значення. В результаті, великий РЛП фактично поглинає раніше створені ПЗФ. Проте їхній статус зазвичай зберігають. 
До складу території регіонального ландшафтного парку «Надслучанський» входять такі об'єкти ПЗФ України: 
- Заказник місцевого значення «Соколині гори», ландшафтний
- Заказник місцевого значення «Марининсько-Устянські граніти», геологічний
- Заказник місцевого значення «Більчаківський», лісовий
- Заказник місцевого значення «Остроганський», лісовий
- Заказник місцевого значення «Березівський», лісовий
- Заказник місцевого значення «Болото Гало», ботанічний
- Пам'ятка природи місцевого значення «Більчаківське джерело», гідрологічна
- Пам'ятка природи місцевого значення «Вовкова», ботанічна

## Історичне та рекреаційне значення
На обох берегах Случі, в районі сіл Більчаки (правий берег) і Маринин (лівий берег), 1974 року в ході археологічної експедиції були виявлені два давньоруські городища XI—ХІІІ століть. Навколо тих же сіл, Більчаків і Маринина, розташовано декілька радонових джерел, що виникли завдяки близькому заляганню порід кристалічного щита. Джерела відомі з давніх часів своїми цілющими властивостями. У деяких місцях такі джерела живлять невеликі струмочки, що стікають по балках і ярах у Случ. Поруч із Більчаками на площі 3 га створений гідрогеологічну пам'ятку природи «Більчаківське джерело». 
На території парку також розташована історична пам'ятка — Губківський замок.

## Про назву
Інша назва Надслучанського парку — «Надслучанська Швейцарія». Існує легенда, що назва місцевості завдячує жінці. Ніби місцевий князь одружився зі швейцаркою, і коли її батьки приїхали в гості, на березі річки Случ вони вигукнули: «О, ця чудова Швейцарія!». А «Надслучанською» місцевість стала завдяки річці, в долині якої розташована.

## Галерея

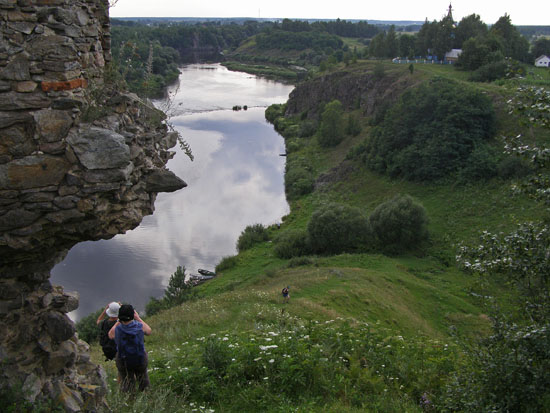
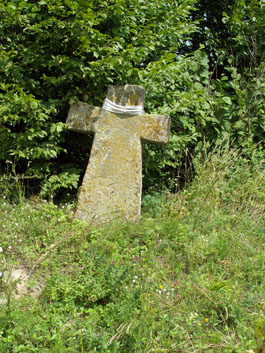
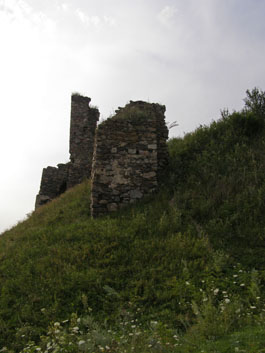
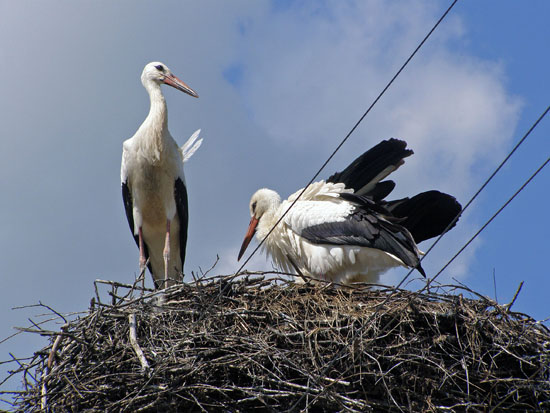
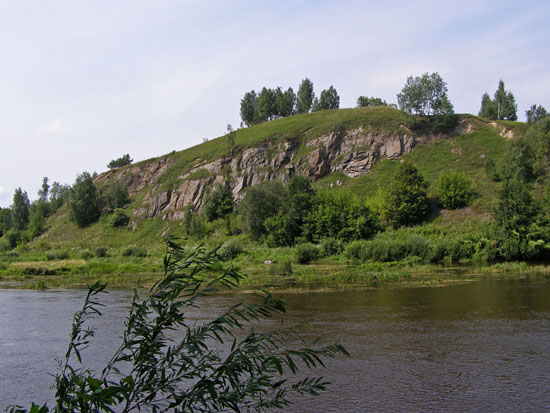
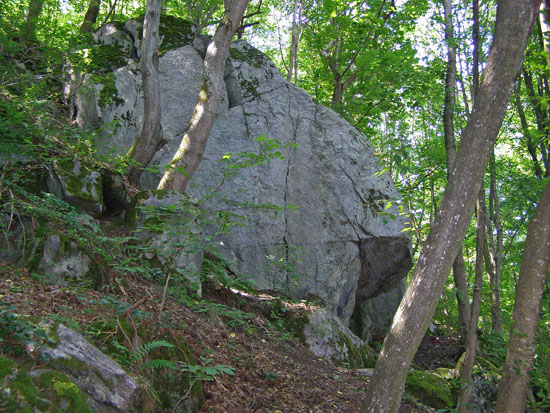
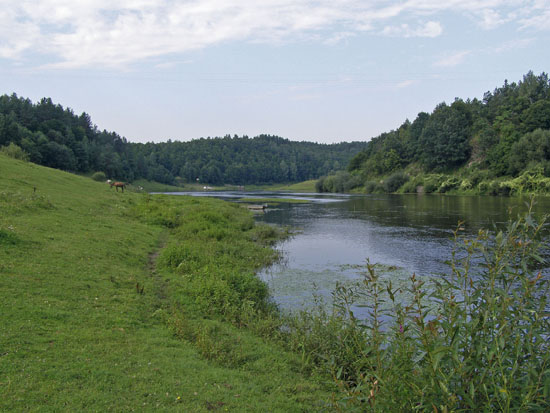
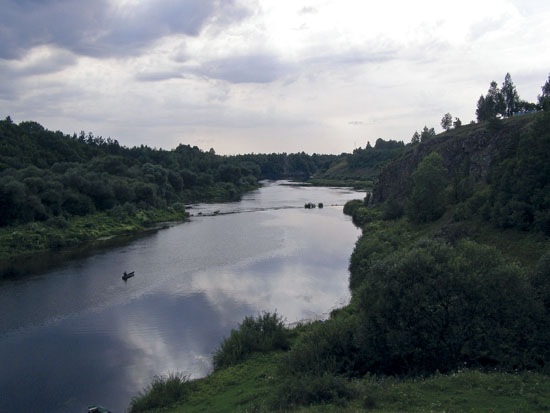
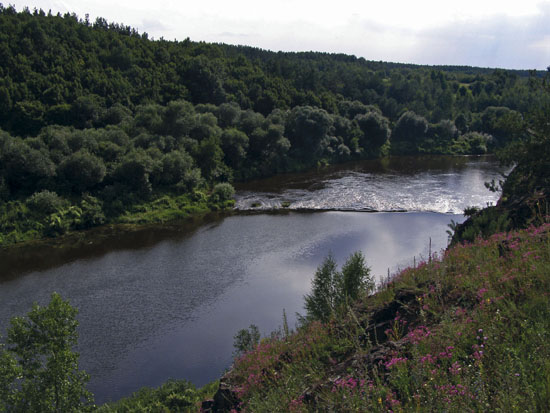
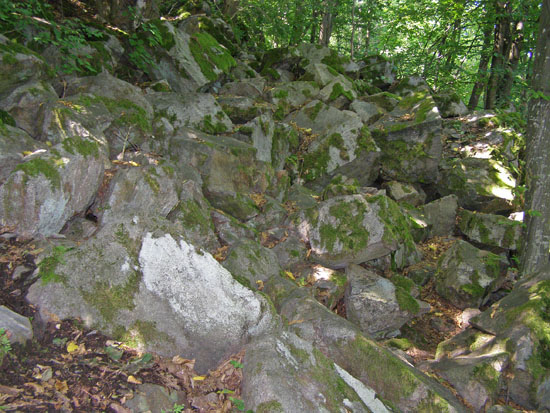
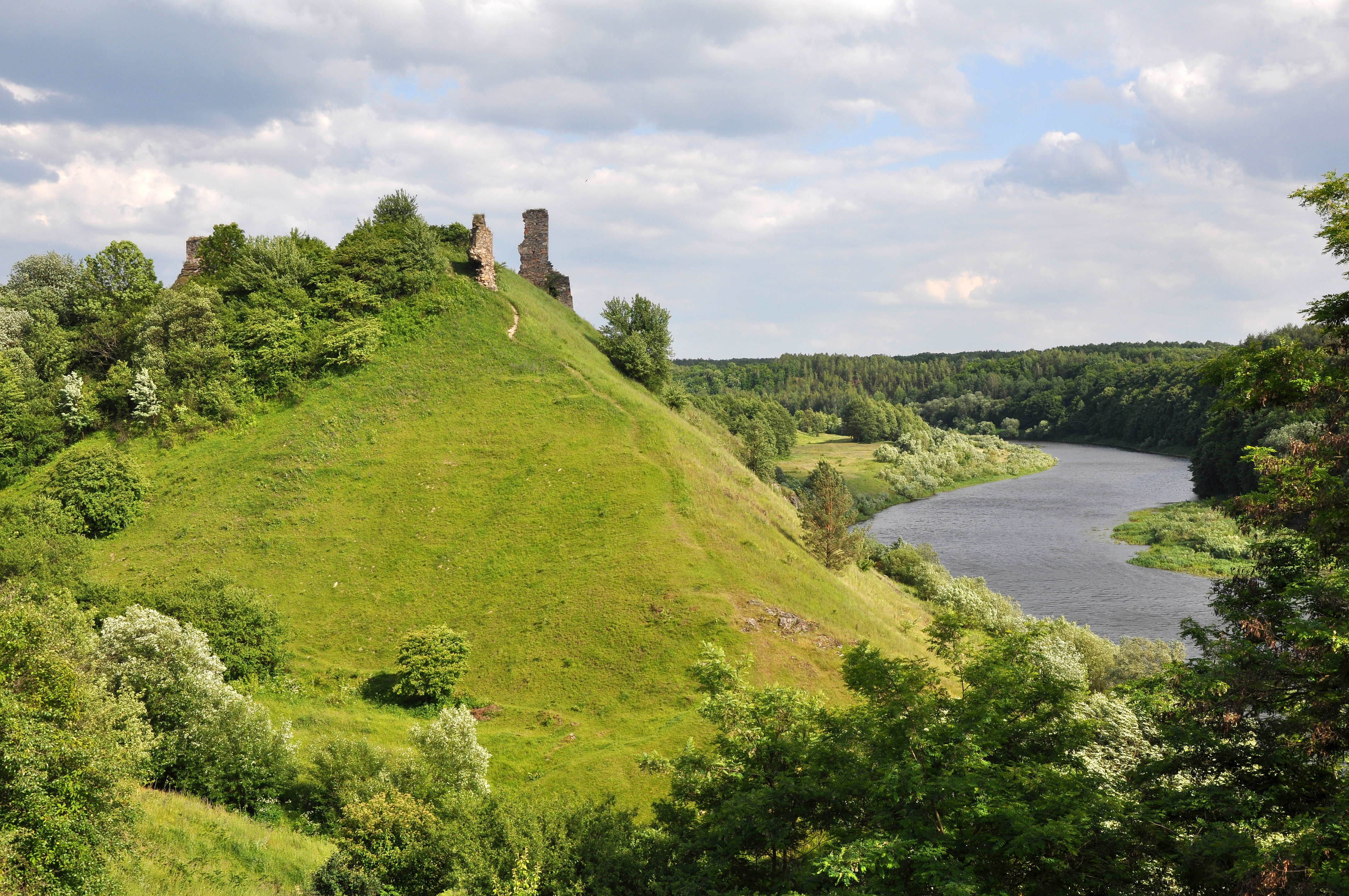
Губківський замок
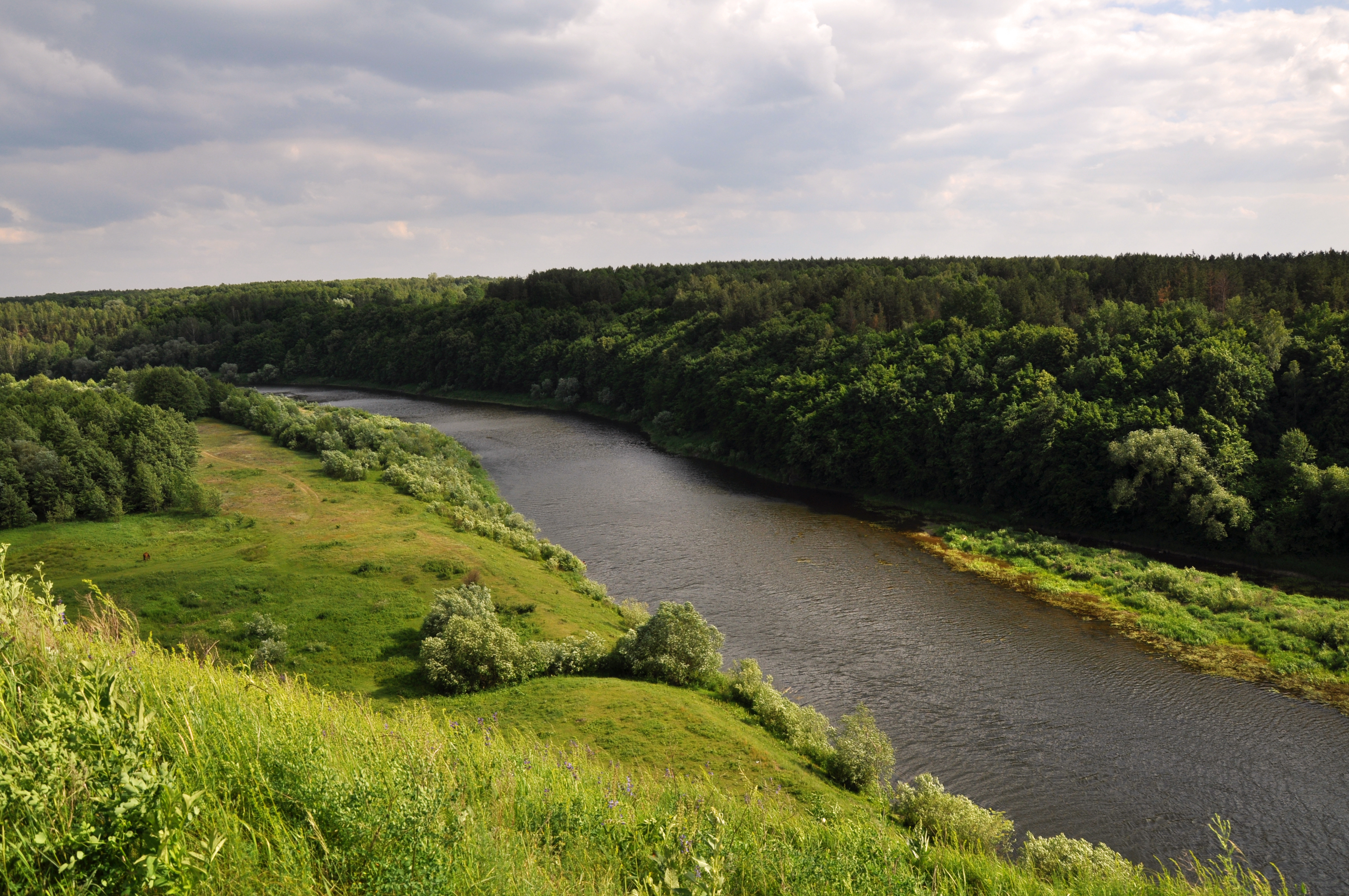